# Brusselse cahiers
Brusselse cahiers / Cahiers bruxellois is een wetenschappelijk tijdschrift dat studies publiceert over de geschiedenis van Brussel en over stadsgeschiedenis in het algemeen. Het blad is in 1956 opgericht onder impuls van historica Mina Martens en wordt sinds 2006 uitgegeven door het Archief van de Stad Brussel.

## Voetnoten
1. ↑  (fr) A propos de Cahiers Bruxellois – Brusselse Cahiers (geraadpleegd 28 november 2018)